# Szlak Segiecki

Szlak Segiecki – czarny znakowany szlak turystyczny w województwie śląskim.

## Charakterystyka
Szlak przebiega na terenie Tarnowskich Gór.

## Przebieg szlaku
- Segiet
- Tarnowskie Góry Zabytkowa Kopalnia Srebra
- Tarnowskie Góry Rynek
- Tarnowskie Góry PKP
- Puferki
- Pniowiec